# Sidney (Ohio)

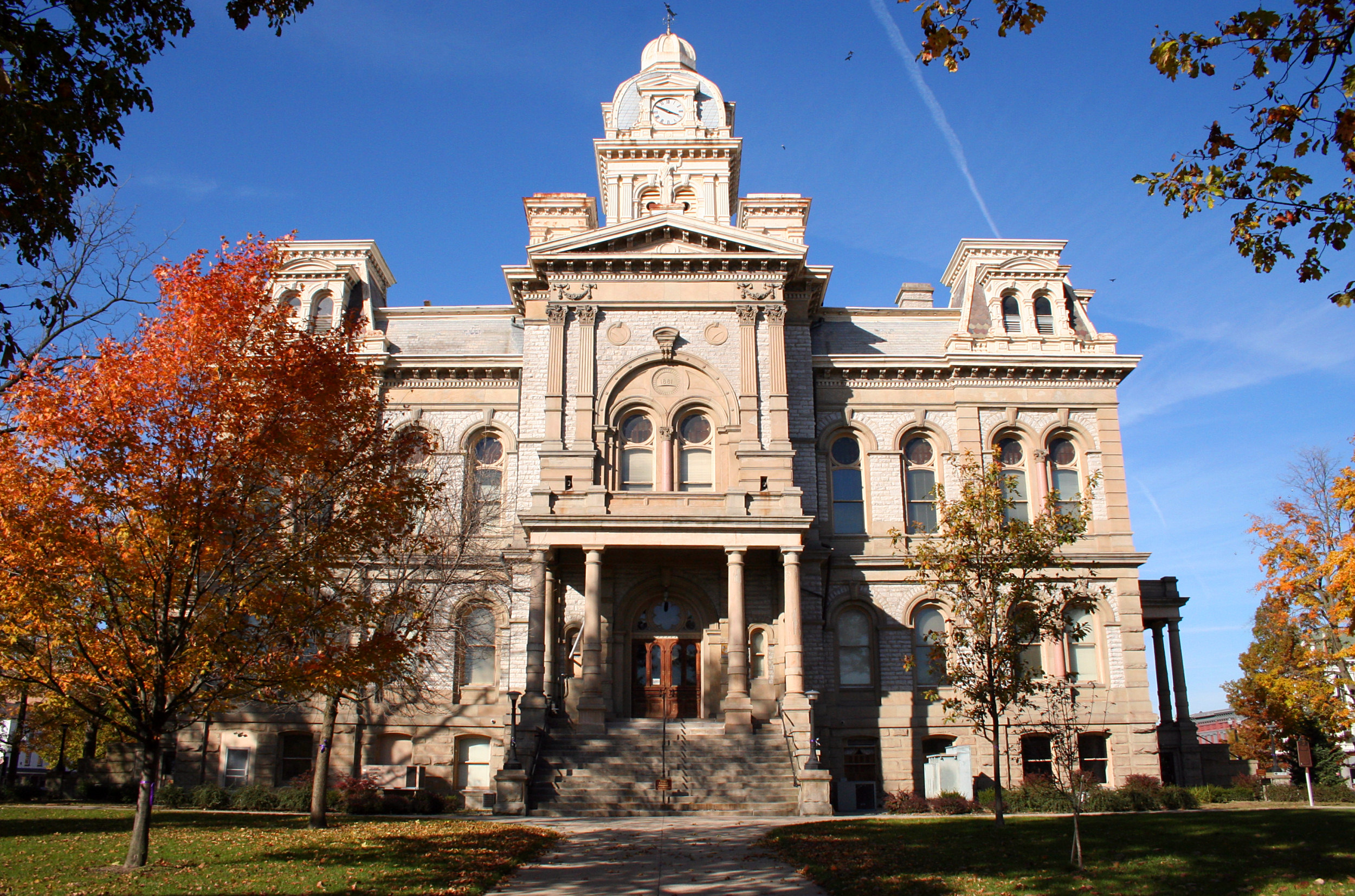
Gerichtsgebäude des Shelby County in Sidney

Sidney ist eine City im Shelby County, Ohio, Vereinigte Staaten. Das U.S. Census Bureau ermittelte bei der Volkszählung 2020 eine Einwohnerzahl von 20.589.
Die Stadt wurde nach dem englischen Forscher Philip Sidney benannt und ist der Bezirksamtsitz des Shelby Countys. Bekannt ist Sidney für seine besondere Architektur, z. B. das Gerichtsgebäude von 1883 im Second-Empire-Stil, die neugotische Gedenkstätte von 1877 für die Bürgerkriegstoten und die von Louis Sullivan entworfene frühmoderne People's Federal Savings and Loan Association aus dem Jahr 1918, die als National Historic Landmark eingestuft wurde.

## Söhne und Töchter der Stadt
- Marie Agnes H. Hyde (1882–1978), Malerin
- Floyd Alonzo McClure (1897–1970), Botaniker
- Paul Christian Lauterbur (1929–2007), Chemiker, Radiologe und Nobelpreisträger